# Mkdir
유닉스, 도스, 마이크로소프트 윈도우 운영 체제의 mkdir 명령어는 디렉터리를 새로 만드는 데 쓰인다. 일반적으로 다음과 같이 직접 만들 수 있다.
```
mkdir 디렉터리의 이름
```

"디렉터리의 이름"이 실제로 사용자가 만들 디렉터리의 이름이 된다. 위와 같이 입력하면 현재의 디렉터리 안에 새로운 디렉터리가 만들어진다. 다만, 새로 만들려는 디렉터리가 이미 존재하는 경우, 디렉터리가 이미 존재한다는 오류 문구가 나타난다.
도스와 윈도 운영체제에서 이 명령어는 대개 md로 줄여 쓴다.

## 역사
초기 버전의 유닉스(4.1BSD, 초기 버전의 시스템 V)에서 이 명령어가 setuid 루트여야 했다. 왜냐하면 커널이 mkdir() syscall을 가지고 있지 않았기 때문이다. 그 대신, mknod()로 디렉터리를 만들어 .과 .. 디렉터리 항목을 수동으로 링크하였다.

## 같이 보기
- find 명령어